# Ann Elder
Ann Elder est une actrice, scénariste et productrice américaine née Anna Velders, à Cleveland, Ohio (États-Unis) le 21 septembre 1942.

## Biographie
Elle fut la partenaire à la télévision de Ross Martin, acteur américain devenu célèbre avec la série Les Mystères de l'Ouest.

## Filmographie
Actrice
- 1985 : Joan Rivers and Friends Salute Heidi Abromowitz (TV)
- 1965 : The Smothers Brothers Show (série TV) : Janet
- 1966 : Les Mystères de l'Ouest (The Wild Wild West), (série TV) - Saison 1 épisode 24, La Nuit des Magiciens (The Night of the Druid's Blood), de Ralph Senensky : Astarte
- 1967 : Comment réussir en amour sans se fatiguer? (Don't Make Waves) : Millie Gunder
- 1968 : For Singles Only : Nydia Walker
- 1968 : Rowan & Martin's Laugh-In (série TV) : Regular Performer (1970-1972)

Scénariste
- 1968 : Mitzi (TV)
- 1969 : Mitzi's 2nd Special (TV)
- 1973 : Lily (TV)
- 1975 : Lily (TV)
- 1978 : Little Lulu (TV)
- 1981 : Lily: Sold Out (TV)
- 1981 : The Big Hex of Little Lulu (TV)

Productrice
- 1978 : Little Lulu (TV)
- 1981 : The Big Hex of Little Lulu (TV)